# Macrocarpaea harlingii
Macrocarpaea harlingii är en gentianaväxtart som beskrevs av J.S. Pringle. Macrocarpaea harlingii ingår i släktet Macrocarpaea och familjen gentianaväxter. Inga underarter finns listade i Catalogue of Life.